# 郡史郎
郡 史郎（こおり しろう、1954年 - ）は日本のイタリア語・言語学者、大阪大学名誉教授。

## 人物・来歴
大阪府大阪市出身。東京外国語大学大学院修士課程修了。大阪外国語大学教授、2007年の大阪外国語大学・大阪大学統合により大阪大学言語文化研究科教授。2020年定年退任、名誉教授。
研究分野は音声コミュニケーションやプロソディーで、研究対象とする言語はイタリア語や日本語など。NHK教育「イタリア語会話」の講師を務めたことがある（1995年度・1996年度）。日本語では出身地の大阪弁の研究が多く、NHK総合「ふるさと日本のことば」大阪府の回（2000年4月23日放送）で解説者を務めたほか、明治書院『日本のことばシリーズ 27 大阪府のことば』の執筆に携わったり、なにわなんでも大阪検定公式テキストの大阪弁に関する項目を担当したりしている。

## 著書
- 『やさしいイタリア会話』白水社、1989年。
- 『250語でできる やさしいイタリア語』白水社、1989年。
- 『はじめてのイタリア語』講談社現代新書、1998年。
- 『話したい人のイタリア語入門』日本放送出版協会、1999年
- 『日本語のイントネーション しくみと音読・朗読への応用』大修館書店, 2020.5

共編
- 『ポケットプログレッシブ伊和・和伊辞典』池田廉共編、小学館、2001年。